# Sebastian Deisler
Sebastian Toni Deisler (* 5. Januar 1980 in Lörrach) ist ein ehemaliger deutscher Fußballspieler.

## Vereinskarriere

### Jugend
Sebastian Deisler stammt aus der südbadischen Kreisstadt Lörrach und begann mit dem organisierten Jugendfußball in der E-Jugend des FV Tumringen. Da er zunächst zu jung für diese Altersklasse war, durfte Deisler die ersten beiden Jahre im Verein nur trainieren und keine Wettkampfspiele bestreiten. Als D-Jugendlicher schoss der schmale und eher schmächtige Junge in einer Saison 200 Tore und sein Vater – der mit 39 Jahren wegen einer Herzerkrankung Frührentner war – förderte das Talent seines Sohnes. Später spielte Deisler für die Jugendmannschaften des TuS Lörrach-Stetten und FV Lörrach, dem größten Verein seiner Heimatstadt. Der entscheidende Karriereschritt folgte 1995, als Deisler während eines U-15 Lehrgangs des DFB von Norbert Meier, Jugendtrainer bei Borussia Mönchengladbach, entdeckt wurde und daraufhin in die Nachwuchsabteilung der Borussen wechselte. Obwohl Deisler als begnadeter Techniker galt, der früh das Gespür für den perfekten Pass hatte, war er jedoch mit einer Körpergröße von 1,60 Meter recht klein. Zusätzlich wurde das sensible Ausnahmetalent von Heimweh geplagt, weshalb er das Nachwuchs-Internat nach nur wenigen Monaten wieder verlassen wollte.
Deisler setzte sich durch und absolvierte im September 1997 seinen ersten internationalen Auftritt bei der U-17-Weltmeisterschaft in Ägypten. Deisler präsentierte sich als torgefährlicher, enorm schneller und technisch brillanter Mittelfeldregisseur, der erstmals eine breite Öffentlichkeit beeindruckte und mit der U-17-Nationalmannschaft den vierten Platz belegte. Anschließend erhielt sein Spielerberater Norbert Pflippen ein Angebot von Real Madrid über eine Million DM – plus Umzug der kompletten Familie in die spanische Hauptstadt. Deislers Vater lehnte die Offerte ab. 

### Borussia Mönchengladbach
Zur Saison 1998/99 rückte Deisler in den Profikader auf. Er kam am 3. Spieltag (8. September 1998) zu seinem Bundesliga-Debüt, als er beim 1:1 gegen Eintracht Frankfurt zur 63. Spielminute für Markus Hausweiler eingewechselt wurde. In den Wochen danach erspielte sich Deisler, den sein Trainer Friedel Rausch als „Jahrhunderttalent“ bezeichnete, einen Stammplatz im rechten Mittelfeld. Nach den Vorstellungen der Vereinsführung sollte er mit den Eigengewächsen Marcel Ketelaer, Marco Villa und Robert Enke das Gerüst einer neuen Gladbacher Mannschaft bilden. Allerdings erlitt Deisler im Oktober 1998 einen Kreuzbandriss im rechten Knie und kehrte erst im Februar 1999 in die Mannschaft zurück. Borussia Mönchengladbach steckte mittlerweile als Tabellenletzter im Abstiegskampf und Rainer Bonhof hatte Friedel Rausch als Trainer ersetzt. Sein erstes Tor gelang ihm am 6. März 1999 (21. Spieltag) beim 2:0-Heimsieg über den TSV 1860 München. Deisler hatte sich vor dem eigenen Strafraum den Ball geschnappt, einen 60-Meter-Solo-Lauf hingelegt und das Leder aus 14 Metern im linken Winkel versenkt. Obwohl er zu diesem Zeitpunkt erst zehn Bundesliga-Spiele absolviert hatte, stand Deisler plötzlich im Zentrum des Medieninteresses und wurde bereits mit der Klub-Ikone Günter Netzer verglichen. Der 19-jährige Shootingstar personifizierte beim Tabellenletzten die Hoffnung auf den Klassenerhalt und musste ohne Erfahrung mit Medienarbeit auf Anweisung seines Arbeitgebers eine Pressekonferenz geben. Doch die Borussia schaffte die sportliche Wende nicht mehr und stand bereits am 31. Spieltag als Bundesliga-Absteiger fest. Deisler war unlängst der begehrteste Spieler der Liga, um den neben deutschen Vereinen wie Bayern München oder  Borussia Dortmund auch internationale Spitzenklubs wie der AC Mailand, der FC Barcelona oder Real Madrid buhlten. 

### Hertha BSC
Nach nur einem Jahr und dem Abstieg der Borussia in die 2. Bundesliga wechselte er für eine Ablösesumme von 4,5 Millionen DM (zzgl. weiterer Zahlungen an Borussia Mönchengladbach bei späteren Länderspielen und einer Beteiligung bei späterem Weiterverkauf) zu Hertha BSC, für die er in drei Spielzeiten 56-mal zum Ligaeinsatz kam, neun Tore erzielte und 2001 den Ligapokal gewann.

### Bayern München
Mit dem zur Saison 2002/03 vollzogenen Wechsel zum FC Bayern München trat er seinem letzten Verein als Aktiver bei. Für die Bayern – als Spielmacher und Nachfolger von Stefan Effenberg verpflichtet – spielte Deisler bis zur Winterpause der Saison 2006/07 und errang dort mehrere Titel. In der Saison 2003/04 setzte Deisler aufgrund von Depressionen mehrere Monate aus. Am 16. Januar 2007 zog der 27 Jahre alte Mittelfeldspieler die Konsequenzen aus zahlreichen Verletzungen und Erkrankungen, die ihn in den letzten Jahren immer wieder zurückgeworfen hatten, und erklärte gegenüber Uli Hoeneß das Ende seiner Karriere. Er begründete dies mit fehlendem Vertrauen in die Stabilität seines Knies.

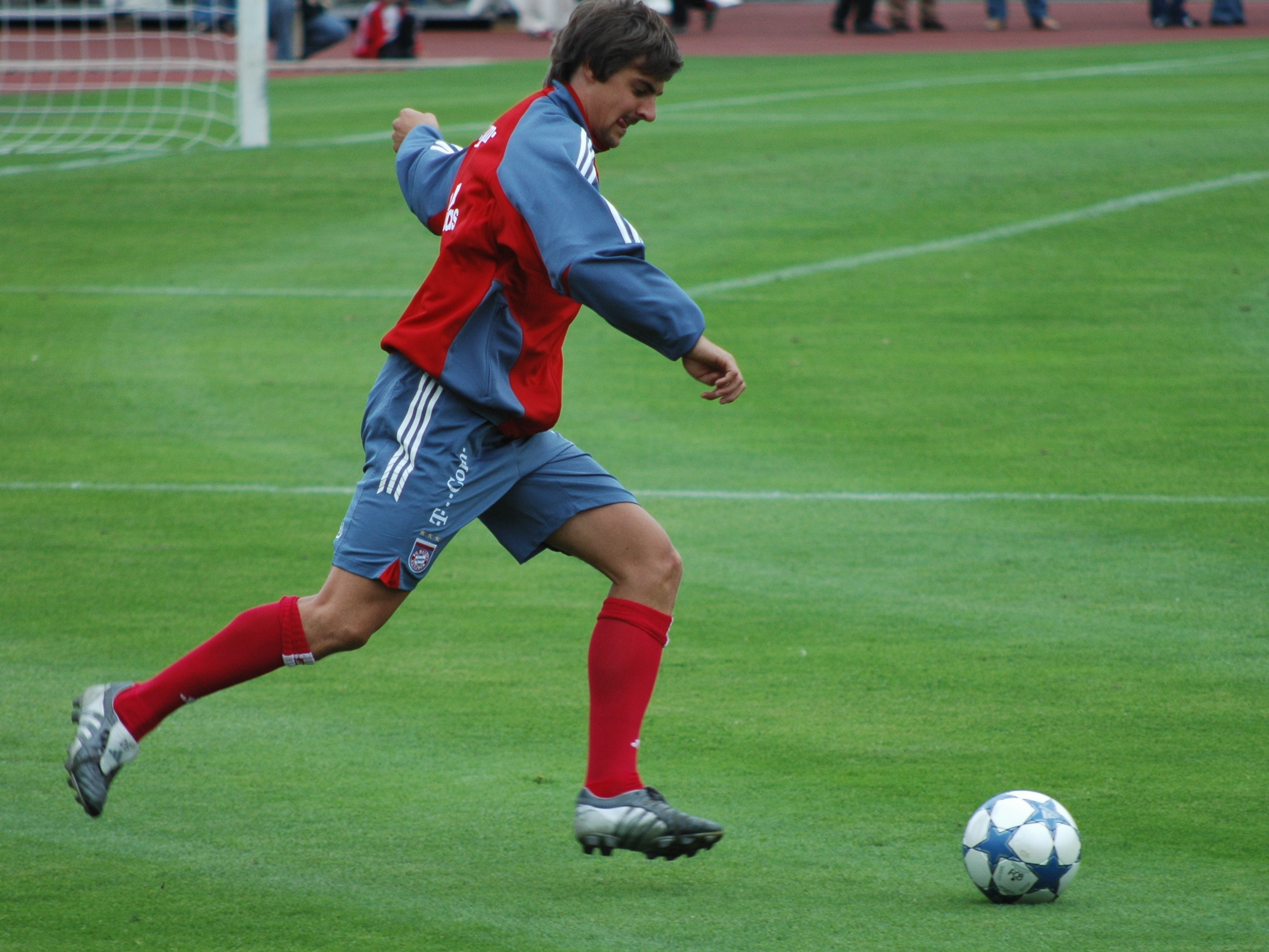
Deisler als Spieler des FC Bayern (Mai 2005)

Obwohl Deisler damals erklärte, sein Schritt sei endgültig, ließ Hoeneß, der eigenen Aussagen zufolge lange versucht hatte, den Spieler umzustimmen, verlauten, der bis Juni 2009 gültige Vertrag Deislers beim FC Bayern München werde nur ausgesetzt, um dem Spieler eine Rückkehr zu ermöglichen. Die Erklärung Deislers über das Ende seiner Karriere hatte indes Bestand. Er bestritt kein Spiel mehr.
Auf einer Veranstaltung der Robert-Enke-Stiftung im November 2019 erzählte Hoeneß genauer, wie die letzten Tage von Deislers Karriere verliefen. So befand sich der FC Bayern im Januar 2007 in einem Trainingslager in Dubai. Deisler besuchte Hoeneß mehrfach in seiner Suite und gab ihm immer wieder zu verstehen, dass er „nicht mehr könne“ und am Ende seiner Kräfte sei. Die Gespräche zogen sich oft von den Abenden bis in die Morgenstunden und am letzten Tag verließ Deisler Hoeneß sogar erst eine halbe Stunde vor dem Mannschaftsfrühstück. Im darauffolgenden Training sei Deisler nach Hoeneß’ Aussage der beste Mann auf dem Platz gewesen. Nach der Ankunft in Deutschland bat Deisler um ein erneutes Gespräch, in dem er ihm sein endgültiges Karriereende bekanntgab.

## Nationalmannschaft
1998 erreichte er mit der U18-Nationalmannschaft das Endspiel der U18-Europameisterschaft, das gegen Irland erst im Elfmeterschießen mit 3:4 verloren wurde. Für die U21-Nationalmannschaft spielte er dreimal, wobei er am 26. März 1999 in Belfast bei der 0:1-Niederlage gegen Nordirland erstmals eingesetzt wurde. Sein Debüt in der A-Nationalmannschaft gab er am 23. Februar 2000 in Amsterdam bei der 1:2-Niederlage im Test-Länderspiel gegen die Niederlande, als er in der 46. Minute für Zoltan Sebescen eingewechselt wurde. Bei der Weltmeisterschaft 2002 fehlte er ebenso verletzungsbedingt wie bei der Weltmeisterschaft 2006 im eigenen Land. Sein letztes Spiel im Nationaltrikot bestritt er am 1. März 2006 in Florenz bei der 1:4-Niederlage im Test-Länderspiel gegen Italien.

## Nach der aktiven Zeit
Nach seinem Karriereende zog Deisler sich weitgehend aus der Öffentlichkeit zurück. Ende September 2007, rund acht Monate nach seinem Rücktritt, sprach er in einem Interview erstmals über die Gründe für diesen Schritt. Im Oktober 2009 erschien die von Sportjournalist Michael Rosentritt (Der Tagesspiegel) in Zusammenarbeit mit ihm verfasste Biografie Sebastian Deisler. Zurück ins Leben.

## Privat
Deisler, der mit seiner ehemaligen brasilianischen Lebensgefährtin einen Sohn (* 2004) hat, strebte nach seiner Fußballer-Karriere eine Tätigkeit als Physiotherapeut an. Über seine berufliche Situation ist nichts bekannt. Er lebt zurückgezogen in Freiburg. In die Medien gelangte Deisler 2013 nochmals mit einer verlorenen Schadenersatzklage vor dem Landgericht Berlin gegen einen ehemaligen Berater.

## Erfolge als Fußballer
- Dritter beim Confed-Cup 2005
- Vierter der U17-Weltmeisterschaft 1997
- Zweiter der U18-Europameisterschaft 1998
- Deutscher Meister 2003, 2005, 2006 (mit dem FC Bayern München)
- DFB-Pokal-Sieger 2003, 2005, 2006 (mit dem FC Bayern München)
- Ligapokal-Sieger 2001 (mit Hertha BSC), 2004 (mit dem FC Bayern München)

## Auszeichnungen
- Torschütze des Monats August 1999,[16] Juli 2000[17]